# Hafenbahnhof

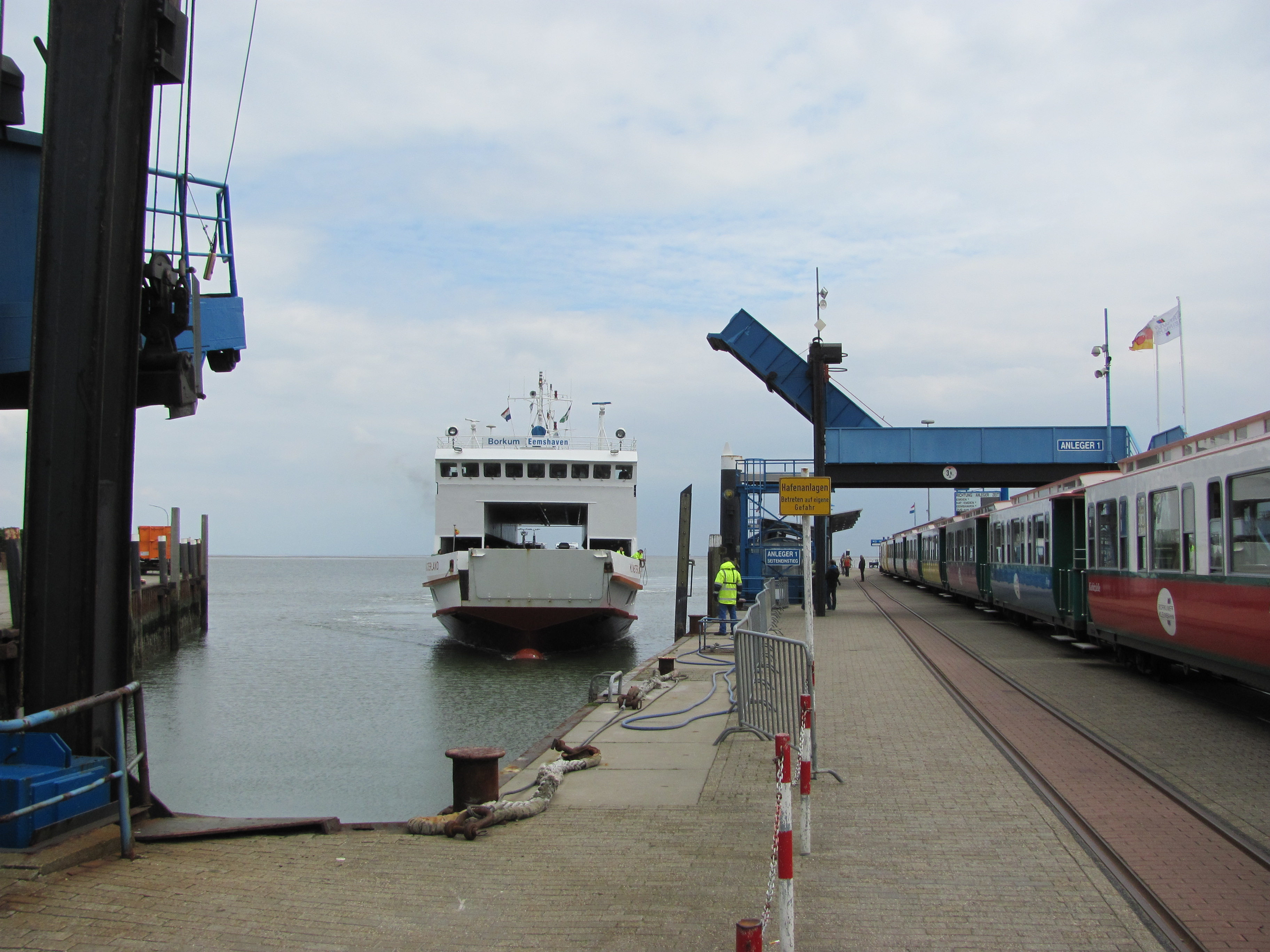
Anleger und Zug im Hafen von Borkum

Als Hafenbahnhof bezeichnet man einen Bahnhof, der dem Umschlagverkehr zwischen Eisenbahn und Wasserstraßen dient, d. h. dem Umschlag von Waren zwischen Schiffen und Schienenfahrzeugen.
Den Betrieb auf dem Hafenbahnhof führt entweder die Eisenbahnverwaltung, an deren Netz der Bahnhof angeschlossen ist, oder die Hafenverwaltung.
Zu einem Hafenbahnhof gehören in der Regel umfangreiche Rangier- und Abstellgleise, eventuell mit Ablaufberg oder in großen Häfen auch als in technischer Hinsicht voll ausgebauter Rangierbahnhof.
Während die meisten Hafenbahnhöfe in Durchgangsform vor den Verzweigungen der Anschlussgleise angelegt worden sind, sind in Nordamerika auch Hafenbahnhöfe in Kopfform häufig, in denen die Verladegleise unmittelbar mit der Gleisharfe des eigentlichen Hafenbahnhofes verbunden sind.
Ferner besitzen große Häfen neben dem Haupthafenbahnhof für den Übergang zur öffentlichen Eisenbahn mehrere diesem nachgeordnete sogenannte Bezirksbahnhöfe für die verschiedenen Hafenbecken oder -bereiche. Einzelne sehr große Häfen haben auch mehrere Haupthafenbahnhöfe, zum Beispiel bei der Hamburger Hafenbahn.
Vom Hafenbahnhof abzugrenzen ist der Fährbahnhof, der sich an einem Fährhafen befindet, wo Schienenfahrzeuge unmittelbar auf Eisenbahnfähren fahren können.